# Мартін Кіоун
Мартін Кіоун (англ. Martin Keown, нар. 24 липня 1966, Оксфорд) — колишній англійський футболіст, захисник.
Насамперед відомий виступами за «Арсенал» та національну збірну Англії.

## Клубна кар'єра
У дорослому футболі дебютував 1984 року виступами за команду клубу «Арсенал», в якому провів два сезони, взявши участь у 22 матчах чемпіонату, проте до основної команди пробитися не зміг, через що віддавався в оренду до клубу «Брайтон енд Гоув».
Згодом, з 1986 по 1993 рік грав у складі клубів «Астон Вілла» та «Евертон».
Своєю грою за «ірисок» знову привернув увагу представників тренерського штабу клубу «Арсенал», до складу якого повернувся на початку 1993 року за 2 мільйони фунтів. Цього разу зміг закріпитися в основі і відіграв за «канонірів» наступні одинадцять сезонів своєї ігрової кар'єри. Більшість часу, проведеного у складі лондонського «Арсенала», був основним гравцем захисту команди. За цей час тричі виборював титул чемпіона Англії, став триразовим володарем Кубка Англії, триразовим володарем Суперкубка Англії з футболу та володарем Кубка Кубків УЄФА.
Протягом 2004—2005 років захищав кольори клубу «Лестер Сіті».
Завершив професійну ігрову кар'єру у «Редінгу», за який недовго виступав у 2005 році.

## Виступи за збірну
1992 року дебютував в офіційних матчах у складі національної збірної Англії і навіть відразу потрапив до заявки на Євро-1992, на якому провів усі три матчі збірної. Проте новий тренер збірної — Террі Венейблз почав ігнорувати Мартіна, через що до збірної він повернувся лише 1997 року, коли тренером став Гленн Годдл. Всього протягом кар'єри у національній команді провів у формі головної команди країни 43 матчі, забивши 2 голи.
У складі збірної був учасником чемпіонату Європи 1992 року у Швеції, чемпіонату світу 1998 року у Франції, чемпіонату Європи 2000 року у Бельгії та Нідерландах і чемпіонату світу 2002 року в Японії і Південній Кореї.

## Титули і досягнення
- Чемпіон Англії (3):

«Арсенал»: 1997-98, 2001-02, 2003-04
- Володар Кубка Англії (3):

«Арсенал»: 1997-98, 2001-02, 2002-03
- Володар Суперкубка Англії (3):

«Арсенал»: 1998, 1999, 2002
- Володар Кубка Кубків УЄФА (1):

«Арсенал»: 1993-94